# Ayreon
Ayreon – projekt muzyczny holenderskiego kompozytora i multiinstrumentalisty Arjena Anthony’ego Lucassena.
Gatunek muzyczny projektu jest określany głównie jako połączenie heavy metalu z rockiem progresywnym z domieszkami folku, muzyki poważnej i elektronicznej. Większość albumów spod szyldu Ayreon jest utrzymana w klimacie rock opery, co umożliwiło muzykowi prowadzenie kompleksowej i złożonej fabuły przez wiele albumów. Muzyka Ayreon charakteryzuje się wykorzystaniem zarazem instrumentów popularnych w muzyce rozrywkowej (gitar, gitar basowych, perkusji, syntezatorów), jak i instrumentów obecnych głównie w muzyce folkowej lub poważnej (mandolin, skrzypiec, altówek, wiolonczeli, fletów, sitarów lub didgeridoo).
Arjen pisze muzykę i słowa, śpiewa i gra we wszystkich dotychczasowych albumach projektu wspólnie z wieloma zaproszonymi do projektu muzykami i wokalistami. Na perkusji najczęściej gra holenderski perkusista Ed Warby (ex-Gorefest) i jest on uważany za stałego członka projektu, mimo że Arjen nigdy sam tego nie powiedział.

## Historia
Pierwszy album Ayreon ukazał się w 1995 roku i nazywał się The Final Experiment. Album był połączeniem klimatów science fiction z wątkami średniowiecznymi. W nagraniu wzięło udział trzynastu wokalistów oraz siedmiu muzyków, głównie z Holandii. The Final Experiment jest często przytaczany jako pierwsza metal opera oraz odrodzenie idei rock opery. Album początkowo nazywał się Ayreon: The Final Experiment którego wykonawcą był Arjen Lucassen, jednak przed reedycją albumu artysta zdecydował się na zmianę wykonawcy na Ayreon, a tytułu albumu naThe Final Experiment. Od tej pory projekt otrzymał nazwę Ayreon.
Actual Fantasy z roku 1996 jest jedynym albumem Ayreon bez ciągłej fabuły. Jednak zawarte w formie tekstu opowieści związane z fantastyką czynią z niego album koncepcyjny. W nagraniach wzięło tym razem trzech wokalistów i trzech muzyków. Tematy muzyczne, które znalazły się na tym albumie można usłyszeć w późniejszych utworach Ayreon, głównie na obu albumach Universal Migrator. Album ten nie sprzedawał się tak dobrze jak poprzedni.
Podwójny album Into the Electric Castle został wydany w 1998 roku. Do muzyki głosu użyczyło ośmiu wokalistów, każdy reprezentujący danego bohatera oraz jedenastu muzyków. Tym razem Arjen zaprosił do współpracy światowej sławy muzyków takich jak Fish, Sharon den Adel czy Anneke van Giersbergen. Album odniósł ogromny sukces i przez wielu krytyków jest uważany jako najlepsze dokonanie projektu.

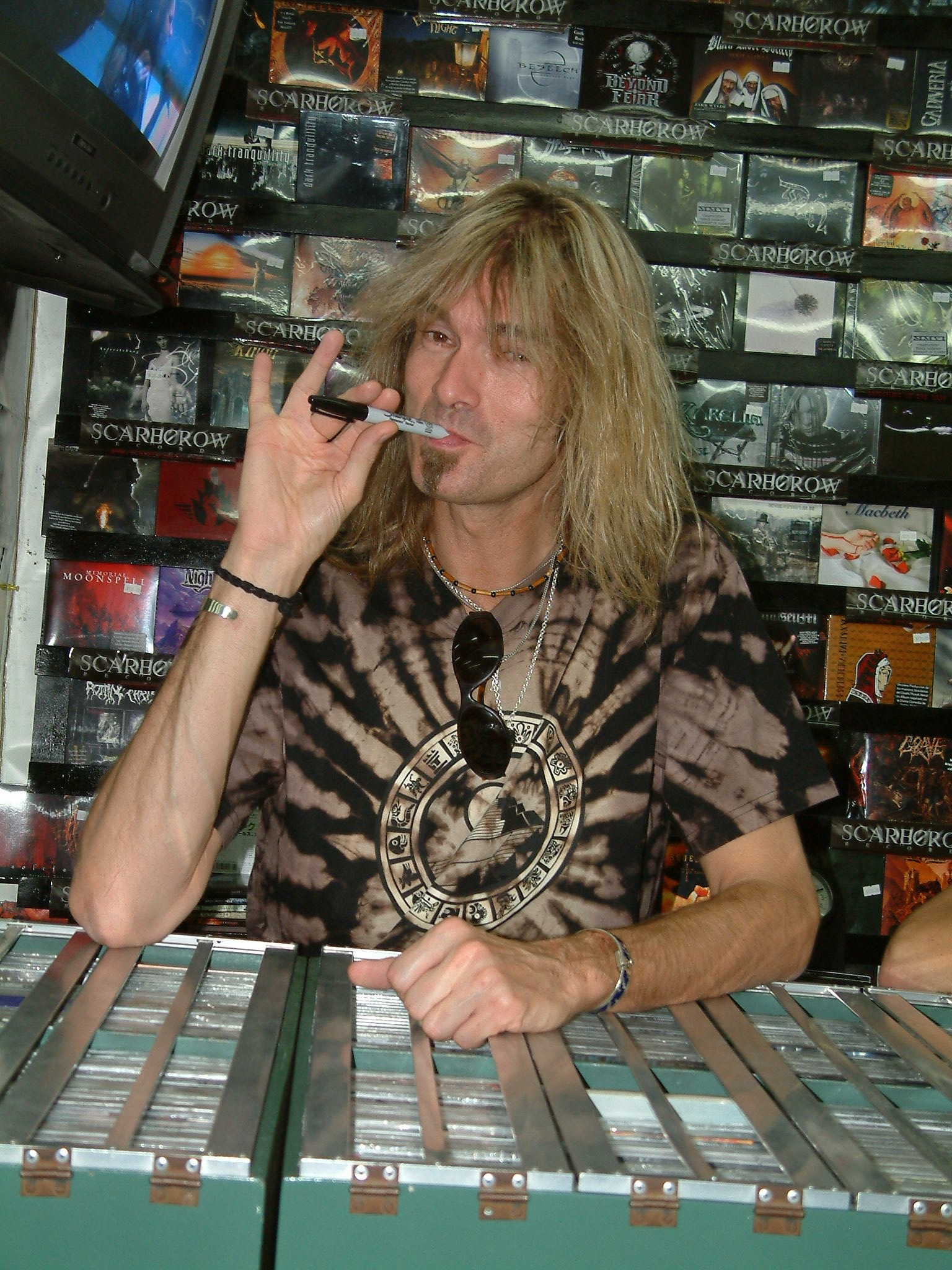
Arjen Lucassen w 2006 roku

Seria dwóch albumów Universal Migrator została wydana w 2000 roku. Pierwszy z nich The Dream Sequencer składa się z lekkich utworów progresywno-rockowych, podczas gdy drugi Flight of the Migrator czerpie bardziej z muzyki heavymetalowej. Na obu albumach pojawiło się dziesięciu wokalistów i wielu instrumentalistów. Jednym z najbardziej zauważalnych głosów na albumie jest głos Bruce’a Dickinsona z Iron Maiden, który zaśpiewał na Flight of the Migrator.
Krótko po Universal Migrator w sprzedaży ukazał się album Ayreonauts Only skierowany głównie do fanów muzyki Ayreon. Był to nietypowy album kompilacyjny zawierający wydane wcześniej utwory w innych wersjach (z innymi wokalistami lub nieco innym instrumentalium), utwory nagrane w wersji demo, oraz utwór Ashes który promował najnowszy, nadchodzący projekt Arjena pod nazwą Ambeon. Ayreonauts Only jest jedynym albumem Ayreon nie reedytowanym przez InsideOut Music.
W 2004 ukazał się album The Human Equation. Tak jak na Into the Electric Castle, wokaliści biorący udział w nagraniu albumu odgrywali konkretne role. Tym razem obok postaci na albumie pojawiały się również alegorie uczuć takie jak strach czy ból których kwestie również śpiewali wybrani do tego wokaliści. Na tym albumie Arjen w odróżnieniu od poprzednich albumów Ayreon, zdecydował się podjąć inną tematykę niż science fiction, gdyż teksty na The Human Equation poruszają tematy psychologiczne i socjalne.
W 2004 Arjen zakończył współpracę z Transmission Records i przeszedł do InsideOut Music. Zmiana ta zmusiła Arjena do reedytowania poprzednich albumów Ayreon poddając je małym zmianom (The Universal Migrator wydany jako jeden album dwupłytowy) lub drastycznym obróbkom (Actual Fantasy z dopiskiem "Revisited" to ten sam album z nagranymi ponownie ścieżkami perkusji, gitary basowej, syntezatora i fletu). W 2005 z okazji 10-lecia istnienia projektu Ayreon do reedycji albumu The Final Experiment została dołączona bonusowa płyta z innymi wersjami utworów.
Pod koniec września 2006 kiedy nowe studio Arjena było już wykończone, rozpoczęły się prace nad nowym albumem 01011001 który trafił do sprzedaży 25 stycznia 2008 roku. Album jest zauważalnie mroczniejszy od poprzednich albumów projektu co Arjen uzasadnił depresją spowodowaną niedawnym rozwodem.
25 kwietnia 2008, Arjen wydał nowy minialbum Ayreon nazwany Elected. Minialbum zawiera dwa utwory z albumu 01011001, jeden z The Human Equation oraz cover Alice'a Coopera (Elected), z wokalem Arjena oraz Tobiasa Sammeta.
W 2009 roku pojawił się drugi album kompilacyjny Timeline na którym w porządku chronologicznym znajdują się wybrane utwory z poprzednich albumów Ayreon, oraz jeden wcześniej niepublikowany. W skład albumu wchodzą 3 płyty audio i jedna DVD.

## Przyszłość projektu
Arjen aktualnie pracuje nad nowym projektem Guilt Machine. Po niektórych opiniach krytyków o albumie 01011001 mówiących że album jest utrzymany w klimacie tworzonym tylko przez Ayreon, jednak nie wnosi nic nowego, Arjen postanowił skupić się na nowym projekcie. Mówi on jednak że gdy kiedyś zdecyduje się na kolejny album Ayreon będzie musiał pomyśleć nad odmianą.

## Koncept
Koncept Ayreon ciągnie się przez wiele albumów, jednak często pomiędzy albumami pojawiały się luki w opowieści które uzupełnił dopiero album 01011001. The Final Experiment nawiązywał do wydarzeń prowadzących do albumów The Universal Migrator, gdyż człowiek używający sekwencera snu (The Dream Sequencer) odkrywa że w poprzednim życiu był ślepym minstrelem o imieniu Ayreon. Ten sam człowiek znalazł się na albumie Into the Electric Castle jako Futureman.
Ponadto, są pewne podobieństwa pomiędzy Into the Electric Castle a The Human Equation. Pod koniec ostatniego utworu The Human Equation - "Day Twenty: Confrontation" zostało wyjawione że "The Human Equation" (opowieść o człowieku który po wypadku samochodowym zapada w śpiączkę) było tak naprawdę programem komputerowym włączonym przez Odwiecznego z Gwiazd (Forever of the Stars). Pod koniec utworu słyszymy go mówiącego "Emotions... I remember..." (ang. "Emocje... Pamiętam") zaznaczając fakt że pamiętał o emocjach które utraciła jego rasa.
01011001 to album który porządkuje wszystkie informacje zawarte w poprzednich albumach o Odwiecznych. Pierwsze kilka utworów to opowieść o tym jak Odwieczni (Forever) tracili emocje na rzecz uzależnienia się od maszyn i przeprowadzania eksperymentów (Into the Electric Castle i The Human Equation). Później wyjaśnione jest że Odwieczni stworzyli ludzką rasę korzystając z ich własnego DNA. W utworze "The Truth Is In Here" pojawia się Mr. L, obecnie stary Hipis, ale również jeden z uczestników Into the Electric Castle. Ponadto Mr. L jest prorokiem obiecanym przez Merlina pod koniec The Final Experiment. Odwieczni w próbie ocalenia ludzkości wysyłają ludziom wizję upadku Ziemi wraz z pomysłem na uniknięcie zagłady. Wizję tę otrzymują dwaj naukowcy którzy budują maszynę (The Final Experiment) i wysyłają wizję cofając czas żeby mógł je obejrzeć Ayreon. Pod koniec fabuły Odwieczni zdają sobie sprawę, że nie są w stanie ocalić ludzkości i pozostawiają ich samych sobie. Pod koniec 01011001 nastaje rok 2085, rok po wyginięciu ludzkości i kolejnej Wojnie Światowej (o których opowiadały 2 utwory z The Dream Sequencer, "My House On Mars" i "2084").

## Dyskografia

### Albumy
| Rok                            | Tytuł                                                                                           | Pozycja na liście | Pozycja na liście | Pozycja na liście | Pozycja na liście | Pozycja na liście | Pozycja na liście | Pozycja na liście | Pozycja na liście |
| Rok                            | Tytuł                                                                                           | NLD               | DEU               | CHE               | SWE               | AUT               | NOR               | FRA               | FIN               |
| ------------------------------ | ----------------------------------------------------------------------------------------------- | ----------------- | ----------------- | ----------------- | ----------------- | ----------------- | ----------------- | ----------------- | ----------------- |
| 1995                           | The Final Experiment - Data: 27 października 1995 - Wydawca: Transmission                       | –                 | –                 | –                 | –                 | –                 | –                 | –                 | –                 |
| 1996                           | Actual Fantasy - Data: 23 października 1996 - Wydawca: Transmission                             | –                 | –                 | –                 | –                 | –                 | –                 | –                 | –                 |
| 1998                           | Into the Electric Castle - Data: 30 sierpnia 1998 - Wydawca: Transmission                       | 49                | –                 | –                 | –                 | –                 | –                 | –                 | –                 |
| 2000                           | Universal Migrator Part 1: The Dream Sequencer - Data: 20 czerwca 2000 - Wydawca: Transmission  | 64                | 90                | –                 | –                 | –                 | –                 | –                 | –                 |
| 2000                           | Universal Migrator Part 2: Flight of the Migrator - Data: 20 lipca 2000 - Wydawca: Transmission | 61                | 87                | –                 | –                 | –                 | –                 | –                 | –                 |
| 2004                           | The Human Equation - Data: 24 maja 2004 - Wydawca: InsideOut Music                              | 7                 | 50                | –                 | –                 | –                 | –                 | 160               | –                 |
| 2008                           | 01011001 - Data: 28 stycznia 2008 - Wydawca: InsideOut Music                                    | 2                 | 18                | 85                | 54                | –                 | –                 | 90                | –                 |
| 2013                           | The Theory of Everything - Data: 28 października 2013 - Wydawca: InsideOut Music                | 3                 | 21                | 41                | 46                | 37                | 26                | –                 | 28                |
| 2017                           | The Source - Data: 2 kwietnia 2017 - Wydawca: Mascot Label Group                                | 1                 | 10                | 17                | 27                | 21                | 21                | 95                | 24                |
| 2020                           | Transitus - Data: 25 września 2020 - Wydawca: Music Theories Recordings                         | 1                 | 15                | 11                | –                 | 39                | 33                | 161               | 24                |
| "—" pozycja nie była notowana. |                                                                                                 |                   |                   |                   |                   |                   |                   |                   |                   |

### Albumy wideo
| Rok  | Tytuł                                                                   | Pozycja na liście |
| Rok  | Tytuł                                                                   | CHE               |
| ---- | ----------------------------------------------------------------------- | ----------------- |
| 2016 | The Theater Equation - Data: 17 czerwca 2016 - Wydawca: InsideOut Music | 4                 |
| 2018 | Best Of Ayreon - Universe - blue-ray                                    | —                 |

### Single
| 1995                           | "Sail Away to Avalon"      | —  | The Final Experiment                           |
| 1996                           | "The Stranger from Within" | —  | Actual Fantasy                                 |
| 2000                           | "Temple of the Cat"        | —  | Universal Migrator Part 1: The Dream Sequencer |
| 2004                           | "Day Eleven: Love"         | 39 | The Human Equation                             |
| 2004                           | "Loser"                    | —  | The Human Equation                             |
| 2005                           | "Come Back to Me"          | —  | The Human Equation                             |
| "—" pozycja nie była notowana. |                            |    |                                                |

### Inne
| Rok  | Tytuł                                                           | Uwagi        |
| ---- | --------------------------------------------------------------- | ------------ |
| 2000 | Ayreonauts Only - Data: 12 grudnia 2000 - Wydawca: Transmission | - kompilacja |
| 2008 | "Elected" - Data: 25 kwietnia 2008 - Wydawca: InsideOut Music   | - minialbum  |
| 2008 | Timeline - Data: 7 listopada 2008 - Wydawca: InsideOut Music    | - kompilacja |